# ليونيل هرنانديز
ليونيل هرنانديز (بالإسبانية: Leonel Hernández)‏ (3 أكتوبر 1943 في كوستاريكا - ) هو مدرب كرة قدم ولاعب كرة قدم كوستاريكي في مركز الهجوم. شارك مع منتخب كوستاريكا تحت 20 سنة لكرة القدم ومنتخب كوستاريكا لكرة القدم. أما مع النوادي، فقد لعب مع نادي كارتاهينيس.

## وصلات خارجية
- ليونيل هرنانديز على موقع قاعدة بيانات كرة القدم.إي يو (الإنجليزية)
- ليونيل هرنانديز على موقع ناشيونال فوتبول تيمز (الإنجليزية)